# Время в Швейцарии
Швейцария использует центральноевропейское время (CET) зимой в качестве стандартного времени, которое на один час опережает всемирное координированное время (UTC+01:00), и центральноевропейское летнее время (CEST) летом в качестве летнего времени, которое на два часа опережает всемирное координированное время (UTC+02:00).

## История
Электрический телеграф был введён в Швейцарии в 1851 году, что позволило осуществлять связь практически в режиме реального времени, особенно между почтовыми отделениями. К июлю 1853 года все телеграфные и почтовые отделения по всей Швейцарии перешли на бернское время, среднее время, отсчитываемое от часовой башни Цитглогге в UTC+00:29:45.5. Бернское время также использовалось в расписании поездов, по крайней мере, с 1873 года. 1 июня 1894 года UTC+01:00 был официально принят по всей стране. Впервые была предпринята попытка перехода на летнее время между 1941 и 1942 годами, путем перевода часов на один час вперёд в 01:00 в первый понедельник мая и обратно в 02:00 в первый понедельник октября. Решение о переходе на летнее время было принято Федеральным советом по рекомендации Федеральной канцелярии.
В то время как летнее время было введено в большинстве стран Западной Европы весной 1980 года, Швейцария ввела летнее время только в следующем году. Это привело к тому, что в 1980 году разница во времени между Швейцарией и большей частью Западной Европы, включая все граничащие страны (за исключением Лихтенштейна), составляла около шести месяцев.
Немецкая деревня Бюзинген-ам-Хохрайн, небольшой эксклав, полностью окружённый швейцарской территорией, также не перешла на летнее время в 1980 году и соблюдала то же время, что и Швейцария, что означало, что разница во времени между этой деревней и остальной Германией составляла один час. Зона Europe/Busingen была создана в 2013 году в выпуске базы данных tz,] потому что с эпохи времени Unix в 1970 году Бюзинген делил часы с Цюрихом.
С 1981 года переход на летнее время происходит в день, указанный для европейского летнего времени.

## Солнечное время
Разница в долготе между западной и самой восточной точками Швейцарии эквивалентна 4°32′09", что составляет разницу примерно в 18 минут солнечного времени GMT+0:30